# Parque nacional de Nordre Isfjorden

Localización del Parque nacional de Nordre Isfjorden en la isla de Spitsbergen.

El Parque nacional de Nordre Isfjorden (en noruego: Nordre Isfjorden nasjonalpark) se encuentra en la isla de Spitsbergen, en el archipiélago de Svalbard, Noruega en el fiordo de Isfjorden, al norte de Barentsburg. Fue inaugurado en 2003.
El parque lleva el nombre del Isfjorden, uno de los fiordos más grandes de Svalbard. En la parte norte de este fiordo se encuentra un paisaje costero virgen en el que la vegetación y la fauna se conservan de forma notable.

## Historia
En el parque se encuentran los restos de tres generaciones ce cabañas de cazadores, particularmente en Kapp Wijk, todavía usadas por tramperos. En Trygghamna, hay restos de las cocinas usadas para obtener la grasa de las ballenas de la época en que estas se cazaban. También se encuentran los restos industriales de una mina de carbón en Bohemanneset y de una cantera de yeso en Skansbukta.
Los turistas visitan el parque desde la localidad de Longyearbyen, en la orilla sur del fiordo. Cazan gansos y perdices nivales, hacen senderismo o navegan en kayak. También se hacen cruceros por el fiordo y en invierno se practican deportes de nieve.

## Paisaje
El parque posee grandes llanuras costeras y extensas llanuras arenosas en Bohemanflya, Erdmannflya y Daudmannsøyra, que son básicamente depósitos marinos. En los islotes de Coraholmen y Flintholmen, en Ekmanfjorden, se acumulan escombros del lecho del fiordo y crestas de morrena del glaciar de Sefströmbreen, que se desplazaron durante el gran oleaje de 1896, formando extraños paisajes.

## Flora y fauna
En ciertos momentos del año hay un flujo de entrada de agua salada y caliente en el fiordo de Isfjorden, que fomenta el crecimiento del plancton y sustenta un gran nombre de crustáceos. Los crustáceos atraen a peces como el capelán y el bacalao polar, que  su vez atraen aves y mamíferos.

### Aves
Solo unas pocas especies de aves viven o visitan el parque, pero las que lo hacen se reúnen en gran número. Las aves que se encuentran en el Isfjorden son el arao de Brünnich, el mérgulo atlántico, el frailecillo atlántico, el gavión hiperbóreo, el fulmar boreal (especialmente en las laderas cerca de Ekmanfjorden y Dicksonfjorden) y la gavineta. Otras especies notables registradas en el parque son la barnacla cariblanca, el ánsar piquicorto y la perdiz nival de Svalbard. Los acantilados y la llanura de Daudmannsøyra figuran en la lista de BirdLife International.